# Fredrik Lindberg
Bengt Fredrik Lindberg, född den 2 februari 1986 i Bro, är en svensk curlingspelare. Han spelade som tvåa i Lag Edin från Karlstad CK som vann EM-guld 2009. Han representerade Sverige vid de olympiska spelen i Vancouver 2010 och i Sotji 2014 där laget tog brons.